# Ладыгина (деревня)
Ладыгина — деревня в Хомутовском районе Курской области. Входит в состав Ольховского сельсовета.

## География
Деревня находится на реке Амонька (приток реки Сухая Амонька в бассейне Сейма), в 23,5 км от российско-украинской границы, в 98 км к западу от Курска, в 29 км к юго-востоку от районного центра — посёлка городского типа Хомутовка, в 19 км от центра сельсовета — села Ольховка.
Климат
Ладыгина, как и весь район, расположена в поясе умеренно континентального климата с тёплым летом и относительно тёплой зимой (Dfb в классификации Кёппена).
Часовой пояс
Деревня Ладыгина, как и вся Курская область, находится в часовой зоне МСК (московское время). Смещение применяемого времени относительно UTC составляет +3:00.

## Население
| 2002 | 2010 |
| ---- | ---- |
| 10   | ↘1   |

## Инфраструктура
Личное подсобное хозяйство. В деревне 6 домов.

## Транспорт
Ладыгина находится в 32 км от автодороги федерального значения М3 «Украина» (Москва — Калуга — Брянск — граница с Украиной), в 32 км от автодороги А142 (Тросна — М-3 «Украина»), в 5 км от автодороги регионального значения 38К-040 (Хомутовка — Рыльск — Глушково — Тёткино — граница с Украиной), в 0,3 км от автодороги межмуниципального значения 38Н-705 (38К-040 — Капыстичи), в 33 км от ближайшей ж/д станции Шерекино (линия Навля — Льгов I).
В 173 км от аэропорта имени В. Г. Шухова (недалеко от Белгорода).